# Nathan Mauger
Nathan Keith Mauger (* 8. April 1978 in Christchurch, Neuseeland) ist ein ehemaliger neuseeländischer Rugby-Union-Spieler auf der Position des Innendreiviertels. Er ist der ältere Bruder des ehemaligen neuseeländischen Rugby-Union-Nationalspielers Aaron Mauger. Ihre Onkel Graeme und Stephen Bachop waren in den späten 1980er Jahren bis Mitte der 1990er ebenfalls neuseeländische Rugby-Union-Nationalspieler. Außerdem gewann ein weiterer Onkel namens Ivan Mauger sechsmal die Speedway-Weltmeisterschaft.

## Biografie
Mauger debütierte 1998 mit Canterbury in der National Provincial Championship (NPC). In seiner ersten NPC-Saison legte er mit sieben Versuchen gleich die meisten seiner Mannschaft. In den nächsten beiden Jahren konnte er jedoch aufgrund von Verletzungen kein einziges Mal für Canterbury auflaufen. Nach seiner ersten erfolgreichen Spielzeit in der NPC debütierte er 1999 bei den Crusaders, die in diesem Jahr ihren zweiten Titel in der Super 12 erringen konnten. Nach seiner fast zweijährigen Verletzungspause wurde er 2001 erneut für die Crusaders berufen. Dort spielte er, wie auch bei Canterbury, mit seinem Bruder Aaron zusammen. Im gleichen Jahr erzielte er in der NPC, mit diesmal 14 Versuchen, wieder die meisten Canterburys. Außerdem gewann die Mannschaft mit den beiden Mauger-Brüdern die neuseeländische Provinzmeisterschaft und konnte den Ranfurly Shield erfolgreich verteidigen.
Im Jahr 2001 wurde er auch für die Novembertestspiele in den Kader der neuseeländischen Nationalmannschaft, den All Blacks, berufen. Für die All Blacks spielte er zweimal. Diese Spiele waren jedoch keine offiziellen Länderspiele. Er debütierte gegen Irland A und absolvierte sein letztes Spiel gegen Schottland A (beides B-Nationalmannschaften). 2002 gewann er mit den Crusaders den Super-12-Titel, spielte aber nicht in den Play-offs. Aus Verletzungsgründen schaffte er, anders als sein Bruder, nie den Durchbruch. So war er in der Super 12 bei den Crusaders meistens nur Ersatz. Deshalb ging er jeweils für eine Saison nach England zum Gloucester RFC und nach Japan zu den Ricoh Black Rams. Danach kam er nach Neuseeland zurück, wo er im Air New Zealand Cup für Hawke’s Bay spielte, aber keinen Super-14-Vertrag bekam.
Wie viele andere neuseeländische Rugbyspieler (u. a. auch sein Bruder), wechselte Mauger im Jahr 2007 erneut nach Europa. Er unterschrieb einen Vertrag bei dem italienischen Erstligisten Benetton Rugby Treviso. Im folgenden Jahr ging er im April für ein paar Monate zum RC Toulon, der damals in der zweiten französischen Liga Pro D2 spielte. Nach dem erfolgreichen Aufstieg in die Top 14 wurde Maugers Vertrag mit Toulon am Ende der Saison 2007/08 jedoch nicht verlängert.
Daraufhin beendete er noch im gleichen Jahr seine aktive Rugbykarriere und gründete 2009 in seiner Heimatstadt Christchurch seine eigene Rugby-Akademie namens Mauger Developments Rugby.

## Erfolge
- Meister des NPC 2001
- Sieger der Super 12 2002
- Meister der Pro D2 2008